# Vitória de Santo Antão
Vitória de Santo Antão är en stad och kommun i nordöstra Brasilien och ligger i delstaten Pernambuco. Den har cirka 130 000 invånare i kommunen och är belägen ungefär fem mil väster om delstatens huvudstad, Recife.

## Demografi
| Område              | Areal (km²)   | Invånarantal 1 augusti 2000 | Invånarantal 1 augusti 2010 | Invånarantal 1 juli 2014 |
| ------------------- | ------------- | --------------------------- | --------------------------- | ------------------------ |
| Kommun              | 372,64        | 117 609                     | 129 974                     | 134 871                  |
| Urban befolkning    | Ingen uppgift | 99 342                      | 113 429                     | Ingen uppgift            |
| ...varav centralort | Ingen uppgift | 98 069                      | 111 728                     | Ingen uppgift            |

## Stadsdelar
Kommunen är indelad i två distrikt, Pirituba och Vitória de Santo Antão. Centralorten är i sin tur indelad i totalt 26 stadsdelar, bairros, varav de folkrikaste är (med invånarantal år 2000) Bela Vista (10 085), Lídia Queiroz (10 040) och Livramento (10 520).